# Leva
Se denomina leva al reclutamiento obligatorio de la población civil para servir en el ejército.
Durante la época feudal, las levas de los campesinos eran usuales para cubrir las necesidades de hombres de armas, normalmente como zapadores, exploradores y leñadores pero no como soldados. En algunos lugares como Francia, se desarrolló la institución del diezmo, por la cual los labradores pagaban anualmente un impuesto en especie o bien eran reclutados para trabajar para los señores feudales ya fuera en labores militares o de otro tipo. Sin embargo, ninguna de estas levas fueron de la magnitud que posteriormente se hicieron durante la Revolución francesa en Europa.

## Las levas en China
Hasta las Guerras Revolucionarias Francesas, el arte de la guerra en China se emprendía a una escala totalmente diferente que en Europa. Durante el siglo XV, Francia e Inglaterra mantuvieron unos ejércitos permanentes de menos de 50.000 hombres en la Guerra de los Cien Años. En contraste, la Dinastía Ming tenía un ejército permanente en tiempos de paz de 1,8 a 1,9 millones de hombres.
Por supuesto, esto es principalmente debido a la población muchísimo mayor de China, pero el Reino de Qin, en el periodo de los Estados guerreros y la Rebelión Taiping, fue un ejemplo de levas en masa en China anteriores al siglo XX.

### El Estado legalista
La primera manifestación real de levas en masa en la historia de la humanidad, donde el término fue acuñado por primera vez, ocurrió durante el periodo de los Reinos Combatientes de la historia de China, en el que un número de diferentes escuelas filosóficas se encontraban enfrentadas: las cuatro principales escuelas eran el Confucionismo, Daoismo, Moísmo y el Legalismo. La filosofía legalista proponía que las leyes fueran reforzadas mediante castigos y recompensas de acuerdo con las mismas leyes y un sistema de meritocracia. Sin embargo, los legalistas también pensaban que el aspecto más importante del gobierno era hacer fuerte al Estado. Esto, naturalmente, significaba la creación de fuertes ejércitos.
El legalista más prominente fue Gongsun Yang, señor de Shang, que fue primer ministro de Qin desde 361 a 338 a. C. Gongsun Yang opinaba que si toda la ciudadanía de un Estado pudiera ser dividida entre agricultores y militares, el Estado resultante sería invencible. El objetivo era transformar la nación en poco más que un arma; cada ciudadano debía poner su parte para apoyar a la milicia. El sistema legalista de rígidas leyes y autocracia, de líderes autoritarios y totalitarios era un importante aspecto de dicho Estado.
Todos los recursos del Estado Qin fueron movilizados en sus esfuerzos para subyugar a sus vecinos y unificar China, cosa que consiguieron en el 221 a. C., tras nueve años de guerra constante. A estas alturas, el ejército Qin había alcanzado la cifra de 2 millones de efectivos, de un total de población de 20 millones. Antes de que comenzara la conquista de sus vecinos, el ejército permanente era de casi un millón, de una población de solo cinco millones. Este fue probablemente el mayor porcentaje de personal alistado respecto al total de la población en la historia humana, y ciertamente es un buen ejemplo del concepto de leva en masa.
Por supuesto, considerando la notoria falta de fiabilidad de las fuentes antiguas, estos datos son probablemente exagerados (como lo eran los de Heródoto cuando afirmaba que el ejército persa de Jerjes era de 2 641 610 hombres cuando invadió Grecia, aunque con el tren de bagaje esta masa alcanzaría las 5 283 220 personas). Los datos reales podrían suponer solo un tercio de la cifra citada, aunque de todas formas, estas revelan una escalada masiva en el aspecto bélico. Dudas similares se producen al tratar con los datos de Ctesias que numeraba las tropas asirias en 1 7000 infantes, 200 000 jinetes y 16 000 carros de guerra. O las tropas de Sesostris I quién se dice tenía un ejército de 600 000 infantes, 24 000 jinetes y 27 000 carros. O la victoria de Asa de Judá, sobre Zerah el Etíope en la batalla de Zefat, donde 580 000 israelitas vencieron a un millón de egipcios, etíopes y nubios apoyados por 300 carros.
Sin embargo, entre los ejemplos clásicos de las grandes masas de soldados movilizados figuran la monumental batalla de Changping (262 a. C.-260 a. C..), a la que el antiguo historiador chino Sima Qian atribuye el enfrentamiento de 500 000 soldados de Zhao y 650 000 de Qin resultando derrotado el primero. Gracias a esta batalla, el poder de Qin se vuelve indetenible para el resto de los Estados combatientes. Al comandante vencedor, llamado Bai Qi, se le atribuye haber matado un millón de soldados enemigos durante su carrera militar de treinta años, además de haber tomado más de setenta ciudades enemigas y no haber sido nunca derrotado. Otro ejemplo es la campaña de Qin contra Chu (225 a. C.-223 a. C..), en la que una primera invasión de Qin de 200 000 soldados fue rechazada y una segunda campaña con tres veces más hombres logró romper las defensas de Chu (compuestas por 500 000 unidades) y apoderarse de dicho reino. Chu, sin embargo, no fue arrasado y se reconstruyó rápidamente, logrando movilizar un millón de hombres contra la dinastía Qin en 221 a. C.. al mando del príncipe Xiang Yu, aunque esta cifra incluye a muchos soldados provenientes de reinos aliados es considerada una exageración y se le reduce a 400 000. La siguiente dinastía mantuvo los grandes ejércitos de cientos de miles, sobre todo para hacer frente a las tribus de las estepas septentrionales y las rebeliones locales.
Durante el período de los Tres Reinos, la población china se redujo enormemente y con ella el tamaño de los ejércitos. Al inicio de dicho período, al caer la dinastía Han la población era de 56 millones (220), a fines del período de las guerras civiles constantes era de solo 16 millones (280). Cao Cao, caudillo y posteriormente rey de Wei, dominó todo el norte de China entre 200 y 220. La alta población de su territorio le permitió tener un ejército de 800 000 a 1 000 000 de soldados.

#### India Antigua
Cifras exageradas por historiadores antiguos, incluyen cifras de aliados y fuerzas no entrenadas.
| Estado             | Fecha     | Infantería (miles) | Caballería (miles) | Elefante de guerra (miles) | Carro de guerra (miles) | Total (miles) |
| ------------------ | --------- | ------------------ | ------------------ | -------------------------- | ----------------------- | ------------- |
| Nanda              | 320 a. C. | 200                | 20-80              | 3-6                        | 2-8                     | s/i           |
| Harayuk            | 1553      | s/i                | s/i                | s/i                        | s/i                     | 100           |
| Kalinga            | 265 a. C. | 60                 | 1                  | 0,7                        | s/i                     | s/i           |
| Satavahana         | s. I      | 100                | 2-30               | 1-9                        | s/i                     | s/i           |
| Maurya             | 265 a. C. | 500 -600           | 30                 | 10                         | s/i                     | s/i           |
| Pratiharas         | 915       | s/i                | s/i                | s/i                        | s/i                     | 800           |
| Chahamana          | 1192      | s/i                | s/i                | s/i                        | s/i                     | 300           |
| Narwar             | 1234      | s/i                | s/i                | s/i                        | s/i                     | 200           |
| Sultanato de Delhi | 1303      | s/i                | s/i                | s/i                        | s/i                     | 475           |
| Vijayanagara       | s. XIV    | s/i                | s/i                | s/i                        | s/i                     | 2000          |
| Dinastía Chalukya  | 1251      | s/i                | s/i                | s/i                        | s/i                     | 200           |

#### Levas masivas en la Edad Media y la Edad Moderna
| Estado    | Fuerzas (miles de soldados) | Año         | Estado          | Fuerzas (miles de soldados)   | Año        |
| --------- | --------------------------- | ----------- | --------------- | ----------------------------- | ---------- |
| Japón Edo | 500                         | 1615 aprox. | Imperio Mogol   | 4000                          | Siglo XVII |
| Tamerlán  | 800 600 1400                | 1402        | Imperio Otomano | 400 120 800; 1000; 1100; 1600 | 1402       |

#### Levas masivas en África
| Estado                               | Etnia     | Fuerzas                    | Año            | Estado                           | Etnia    | Fuerzas                                      | Año       |
| ------------------------------------ | --------- | -------------------------- | -------------- | -------------------------------- | -------- | -------------------------------------------- | --------- |
| Imperio de Malí                      | Mandingas | 100 000                    | c. 1350        | Imperio songhay                  | Songhais | 12 500-18 000 jinetes y 9700-30 000 infantes | 1591      |
| Reino del Congo                      | Kikongos  | 100 000                    | 1665           | Reino de Benín                   | Edos     | 10 000                                       | 1603-1604 |
| Imperio asante                       | Ashantis  | 80 000                     | c. 1820        | Imperio wassoulou (Samory Touré) | Dioulas  | 20 000 guerreros y 120 000 no combatientes   | 1898      |
| Imperio etíope                       | -         | 100 000                    | 1896           | Reino de Dahomey                 | Fon      | 50 000                                       | 1833      |
| Basutos                              | -         | 6000 jinetes 20 000 35 000 | 1851 1858 1898 | Reino zulú                       | Zulúes   | 50 000                                       | 1828      |
| Califato de Sokoto (Usman dan Fodio) | Fulani    | 25 000                     | 1804           | Imperio de Macina (Seku Amadu)   | Fulani   | 10 000                                       | 1825      |
| Imperio tukulor (El Hadj Umar Tall)  | Tukulor   | 30 000                     | 1848-1854      | Emirato Adamawa (Modibo Adama)   | Fulani   | 20 000-25 000                                | 1809      |

### Posteriores milicias chinas
Aunque a través de gran parte de la historia de China se había conservado un ejército de más de un millón de hombres por el Imperio, el Estado Qin permaneció sin rivales en cuanto a eficiencia, y si se considera la historia de la población de la China unificada, el tamaño de su ejército, aunque impresionante, no podía realmente verse como resultado de las levas en masa, sino que era meramente de tipo feudal, reclutado de una inmensa base poblacional.
Durante las campañas contra el reino coreano de Goguryeo, la dinastía Sui movilizó 1.333.800 soldados al frente y tenía una reserva de 1 a 2 millones de soldados (612). El rey nómade turco Qpaghan Qaghan tenía bajo su mando 400 000 turcos y mongoles en el 693. En el período Tang el tamaño del ejército varió enormemente, 600 000 en 714, 500 000 en 750, 850.000 (807), 900.000 (820), 400 000 (837). Contra dicha dinastía se rebeló Huang Chao en Guanzhong (874-884) con 600 000 seguidores.
Durante el período previo a la conquista de Gengis Khan, China se dividió en varios reinos: el reino Xi Xia, el imperio Jin, el reino Song y el reino no chino de Kitán. Los Kitán tenían 400.000 soldados en 1009 mientras que Jin en 1215 movilizó 650.000 hombres para enfrentar la invasión nómada. Las tropas Song pasaron de 378 000 a 1 259 000 en 1041. Marco Polo cifró las fuerzas mongolas que invadieron Burma en 1277 en 5 millones de jinetes y 20 millones de infantes, cifras que son consideradas una exageración.
En 1368 los Ming se rebelaron y expulsaron a los mongoles, pero necesitaron armar a un millón de hombres. Durante el Imperio Ming 1 000 000 a 1 900 000 de soldados pudieron estar movilizados permanentemente aun en tiempos de paz. Con la decadencia del imperio, un campesino llamado Li Zicheng tomó con 1 300 000 seguidores Pekín hasta que fue derrotado y muerto por los manchúes.

### La Rebelión Taiping
A mediados del siglo XIX, Hong Xiuquan (1812-1864) organizó la Rebelión Taiping (llamada también Taiping Tianguo, el Reino Celestial o Paz Perfecta) en 1850. Este movimiento separatista se fundó sobre el culto de los cristianos fanáticos de Hong, todos los cuales recibían entrenamiento militar. Esencialmente, cada ciudadano del Taiping Tianguo era un soldado, y sus hijos recibían un entrenamiento militar básico como preparación del futuro servicio en el ejército Taiping. Las mujeres no recibían un trato diferente respecto a los hombres, y en la estructura de mando había más o menos el mismo número de hombres y de mujeres.
A principios de los años 1860, el ejército Taiping disponía sólo de 1 a 3 millones de soldados (incluyendo 100.000 mujeres) Los ejércitos imperiales durante la guerra con los Taipings eran aún mayores, y contaban con 2 a 5 millones de hombres (incluyendo 340.000 milicianos), si bien habían sido reclutados de una población mucho mayor que la del reino Taiping.

## En Polonia

### Pospolite Ruszenie
En Polonia, la leva de tropas y campesinado juntos fue conocida como Pospolite Ruszenie. Los historiadores no polacos usan normalmente el término francés levée en masse para denominar a esta institución.
Antes del siglo XIII, la Pospolite Ruszenie era el método habitual que se empleaba en el Ejército Real Polaco. Gradualmente, a causa de la poca fiabilidad que se percibía en los campesinos sin entrenamiento, fue raro que se reclutaran en mucha cantidad. En su lugar, las levas incluían caballeros, quienes posteriormente se transformaban en nobles (szlachta), así como wojts y soltys.

### Pospoliteen la Mancomunidad Polaca
Las unidades de Pospolite Ruszenie se organizaban normalmente en los voivodatos (gobernaciones feudales) básicos y variados en cuanto a sus cualidades. Los caballeros (Szlachta) de regiones como el Kresy, donde eran comunes los combates, creaban unidades claramente competentes, mientras que aquellos que procedían de regiones más pacíficas de la Mancomunidad formaban unidades sin experiencia de combate y faltas de entrenamiento y frecuentemente fueron subestimadas en comparación con los wojsko kwarciane o mercenarios.
Los caballeros de la Szlachta creaban normalmente unidades de caballería, y su arma favorita era un tipo de sable (szabla). Los privilegios que les garantizaban la nobleza por parte de sucesivos reyes coartaban severamente la prerrogativa real de llamar a la Pospolite Ruszenie, especialmente para acciones fuera del territorio de Polonia.

### Las últimasPospolite
Bajo la influencia de la Francia Revolucionaria y el desarrollo de las ideas sobre el papel de la milicia, las Pospolite Ruszenie posteriores a la partición de Polonia comenzaron a consistir en el reclutamiento de todo hombre capaz entre 18 y 40 años. En 1806, por decreto de Napoleón, la Pospolite Ruszenie en el Gran Ducado de Varsovia sirvió durante un corto espacio de tiempo como fuerza de reserva y fondo de reclutamiento para el ejército regular. Durante la sublevación de noviembre de 1831, el Sejm llamó a la Pospolitye Ruszenie entre los 17 y los 50 años, pero el general Jan Zygmunt Skrzynecki se opuso a ello.
Entre 1918 y 1939, en la Segunda República de Polonia, la Pospolite Ruszenie consistió en una reserva de soldados entre los 40 y 50 años, y oficiales entre los 50 y 60 años, que debían participar en las maniobras del ejército y servir en las fuerzas armadas en tiempos de guerra.

## La leva moderna

### Guerras Revolucionarias Francesas
Los ejércitos europeos aumentaron de tamaño a partir de finales del {{siglo|XVII||s y en todo el siglo XVIII por la producción masiva de armas y el aumento de la población. Sin embargo, la leva en masa moderna solo nació con las Guerras Revolucionarias Francesas. Durante el reinado de Luis XIV, el ejército francés era de 220 000 hombres y el ruso con Pedro el Grande tenía 1000 navíos, 28 000 marinos, 200 000 soldados y 100 000 cosacos y mercenarios. En la guerra de los Siete Años las tropas prusianas alcanzaron los 100 000 hombres (1761).
Aunque ya bajo el Antiguo Régimen se habían producido algunos reclutamientos para la milicia con el fin de suplir el numeroso ejército regular en tiempos de guerra, esto fue muy impopular en las comunidades campesinas en las que recaía, y uno de los agravios que esperaban reparar por los Estados Generales de Francia cuando estos se reunieron en 1789 para derrocar a la monarquía. Cuando las cosas fueron totalmente diferentes a lo esperado (ver Revolución francesa), la milicia fue debidamente abolida por la Asamblea Nacional.
A medida que progresaba la Revolución, los enemigos externos parecían preparados para invadir Francia y restaurar el statu quo anterior. Francia resistió a estos enemigos con una mezcla de lo que quedaba del viejo ejército profesional y de voluntarios (fueron éstos, y no las levas en masa, los que ganaron la batalla de Valmy y salvaron la Revolución). En 1792, los prusianos movilizaron 200 000 hombres, tantos como todo el ejército francés.
En marzo de 1793, Francia estaba en guerra con Austria, Prusia, España, Inglaterra, el Piamonte y las Provincias Unidas, por lo que era necesario aumentar el tamaño del ejército ante tal terrible desventaja numérica.
Estaba claro que no se podía confiar esta responsabilidad a los voluntarios y la Convención Nacional llamó a cada departamento francés para cubrir una cuota de reclutamientos, totalizando unos 300 000 hombres, con criterios de selección no especificados. Según algunos cálculos, sólo la mitad de esta cifra parece haber sido realmente reclutada en este llamamiento, proporcionando al ejército alrededor de 645 000 hombres a mediados de 1793, pero la situación militar continuó empeorando (a lo que no ayudaban precisamente las dificultades internas, como la revuelta en el Vendée, lo cual fue en parte consecuencia de esta reintroducción de los reclutamientos).
Por consiguiente, la Convención Nacional decretó una leva en masa el 23 de agosto de 1793, en los siguientes términos:
"Todos los franceses son llamados por su país para defender la libertad. Los jóvenes irán al frente; los hombres casados forjarán armas y transportarán alimentos, las mujeres harán tiendas y ropas y trabajarán en los hospitales, los niños harán vendas usadas; los viejos serán llevados a las plazas para levantar el ánimo de los combatientes, para enseñarles el odio a los reyes y la unidad republicana. (Puell, 1976: 61).
Todos los hombres capaces y solteros entre 18 y 25 años fueron reclutados con efecto inmediato para el servicio militar. Esto incrementó de forma significativa el número de hombres del ejército hasta 1 500 000 en septiembre de 1794. A pesar de ello, la fuerza real de combate posiblemente no pasara los 750.000, los cuales tenían que enfrentarse a 1 800 000 soldados del ejército aliado. En contraste, como el decreto sugería, la mayor parte de la población se volcó para apoyar al ejército con la producción de armamento y otras industrias de guerra, así como proporcionando comida y provisiones al frente. A pesar de todo, la leva en masa nunca fue popular; las deserciones y las evasiones eran altas, pero el esfuerzo fue suficiente para cambiar las tornas en la guerra, y no hubo necesidad de nuevos reclutamientos hasta 1797, cuando fue instituido un sistema anual más sistemático para ello.
Aunque no era una idea nueva (ya que provenía de pensadores tan diversos como Platón y el abogado y lingüista William Jones, quien opinaba que cada hombre adulto debía ser armado con un mosquete pagado por el erario público), la práctica anual de la leva en masa era algo raro antes de la Revolución francesa. Las levas francesas fueron claves en el desarrollo de la guerra moderna, y condujo a ejércitos cada vez mayores en cada guerra sucesiva, culminando en los enormes choques de la Primera y Segunda Guerras Mundiales en la primera mitad del siglo XX. Fueron los prusianos, sin embargo, quienes en el periodo posterior a su derrota por Napoleón hicieron la crucial mejora del reclutamiento sistemático y a corto plazo en tiempos de paz, para disponer de gran número de hombres entrenados que podrían ser movilizados al estallar la guerra. Desgraciadamente, la ventaja que esto les dio para ser los primeros en movilizarse no hizo que la guerra fuese menos probable.
El ejército galo se redujo gracias al sometimiento de las rebeliones internas y a los tratados de paz firmados con los prusianos y españoles en Basilea (1795). Al año siguiente las tropas francesas contaban con dos ejércitos de línea en Alemania, cada uno de 100 000 hombres, mientras que en Italia operaba con solo 40.000 al mando del general Napoleón Bonaparte, y en el frente del sur las fuerzas italo-austriacas alcanzaban los 300 000 hombres.
Durante su Consulado Napoleón incrementó las tropas francesas a 400 000 hombres (350 000 en tierra). En 1805, cuando preparaba su invasión de las islas Británicas reunió en el oeste de Francia entre 120 000 y 200 000 soldados. Ante tal peligro los británicos movilizaron a todos los hombres en edad de combatir (en diciembre de 1813 tenían 615 000 hombres en armas) y se aliaron con austriacos y rusos para atacar por la retaguardia al emperador francés.
Al enterarse de los planes de invasión de los rusos y austriacos, Bonaparte tuvo que abandonar su plan y marchar al este a enfrentarlos. Los rusos movilizaron 280 000 hombres aunque solo 90 000 se unieron a sus aliados austriacos. Estos por su parte movilizaron 72 000 hombres al mando del Archiduque Fernando, 23 000 con el Archiduque Juan y 95 000 del Archiduque Carlos. En total las fuerzas francesas alcanzaban un total de 350 000 hombres frente a unos 400 000 austriacos, rusos, británicos, suecos e italianos.
Durante la Cuarta Coalición (1806-1807) Napoleón atacó a las tropas prusianas. De los 320 000 soldados germanos, 25 000 murieron y 150 000 fueron hechos prisioneros; en 1807 el ejército napoleónico tenía 300 cañones.
En 1808 Napoleón invadió España, su ejército alcanzaba en total medio millón de hombres. Las tropas españolas contaban con 130 000 soldados, 7000 oficiales y 30 000 milicianos o reservistas movilizados. Durante toda la guerra las fuerzas españolas llegaron a los 300 000 hombres, a los que hay que sumarles guerrilleros y 150 000 soldados ingleses. Los portugueses en 1807 disponían apenas de 35 000 infantes y 10 000 jinetes, aunque en la práctica su número no llegaba a la mitad. En noviembre de 1808 el emperador invadió la península ibérica con una fuerza de 250 000 hombres que, sin embargo, no logró someter a los rebeldes.
Aprovechando el esfuerzo bélico imperial en la península Ibérica, ingleses y austriacos volvieron a la ofensiva en 1809: 39 000 ingleses desembarcan en Portugal, mientras 100 000 austriacos atacan Italia con 500 cañones, 40 000 quedan en Galitzia y 200 000 reservistas son movilizados y llevados a proteger el valle del Danubio. Los franceses les hicieron frente con 275 000 soldados en el este y les derrotaron, en tanto que en la península la situación empeoraba para el Imperio.
En 1812 el emperador tenía 1 200 000 hombres a su mando.
En junio de 1812 Napoleón invade Rusia con un gigantesco ejército: los cálculos de su tamaño varían entre 470.000 y 771 500 hombres (241 000 aliados), siendo probablemente en torno a 691 500 hombres: 95 000 polacos, 90.000 alemanes, 25 000 italianos, 12 000 suizos, 4800 españoles, 3500 croatas y 2000 portugueses, así como algunos contingentes belgas. Las tropas imperiales alcanzaban los 800 000 en toda la Europa oriental, 300 000 en Iberia, 200 000 en Italia y Alemania y 80 000 de la Guardia Nacional en Francia. Al inicio de la invasión las tropas rusas alcanzaban entre 250 000 y 710 000 hombres, por los reclutamientos forzados llegaron 904 000 hombres en septiembre de ese año, además de 80 000 cosacos. El total de bajas se elevó a 500 000 vidas por bando, resultando destruido la mayor y mejor parte del ejército napoleónico.
Ante el desastre militar de los franceses se formó la Sexta Coalición para derribar a Napoleón. Los rusos movilizaron 400 000 para invadir el Imperio, a los que se les agregaron 300 000 prusianos y 300 000 austriacos. Las tropas aliadas sumaban 800.000 en el frente más una reserva de 350.000 en Alemania. Otros cálculos elevan a un millón de aliados solo en el frente. El total de austriacos entre tropas y reservas pudo haber alcanzado los 576 000, y los británicos por su parte apoyaron con unos 220 000 soldados profesionales y bien equipados. En España un ejército anglo-español avanzaba con 150 000 efectivos hacia la frontera meridional francesa.
Las tropas francesas pudieron haber alcanzado fácilmente los 650 000, incluyendo un gran número de reclutas jóvenes y sin experiencia. En Alemania el ejército napoleónico llegaba a los 450 000 hombres (250 000 bajo el mando directo de Napoleón, 30 000 con Davout, 120 000 con Oudinot y 100 000 con Murrat y Beauharnais), a los que hay que agregar 150 000 a 200 000 retirándose de la península Ibérica, así como un número indeterminado de reservistas. Napoleón calculó que podía movilizar unos 900 000 nuevos reclutas para el inicio de aquel conflicto, aunque solo consiguió movilizar una fracción de aquella cifra. En la Campaña de los Seis Días el ejército imperial tenía 70 000 hombres entre sus filas contra medio millón de aliados.
En 1815 Napoleón se escapó de su exilio en Elba. Días después los aliados Reino Unido, Rusia, Austria y Prusia se comprometieron entre ellos a aportar 150 000 hombres cada uno para derrocarle. Los aliados lograron movilizar cerca de 800 000 a 1 000 000 de soldados contra 280 000 franceses. La campaña fue relativamente corta, los aliados planeaban movilizar 700 000 hombres en el frente, apoyados por un millón de reservistas en la frontera y 200 000 guarniciones fronterizas.
Entre 1792 y 1813 casi 3 millones de franceses fueron llamados a las armas (2 800 000 en las tropas terrestres y 150 000 en la marina), a los que hay que sumar 3,5 millones de soldados de países aliados.
A lo largo de toda la guerra, los prusianos movilizaron un millón de efectivos, y un número similar alcanzaron los austriacos. Los rusos movilizaron 2,1 millones de soldados y 400 000 marinos entre 1799 y 1815. Los ingleses movilizaron 747 670 soldados de tierra y 250 000 de la Royal Navy entre 1792 y 1815.

#### Principales guerras delsigloXIXe inicios delXX
Durante la guerra anglo-estadounidense de 1812, los norteamericanos movilizaron 35 800 soldados, 3049 rangers y 458 463 milicianos (estos últimos resultaron ser al principio muy poco eficaces) contra 48 160 soldados británicos, 14 000 milicianos y 10 000 aliados indígenas. La guerra terminó con el restablecimiento del statu quo anterior a la guerra.
Gracias a su enorme población, la capacidad rusa de movilizar grandes ejércitos quedó reflejada en la guerra de Crimea, donde movilizaron de 700 000 a 1 200 000 hombres. Los aliados por su parte movilizaron 300 000 otomanos, 400 000 franceses, 250 000 británicos, 15 000 sardos, 4250 alemanes y 2200 suizos.
Los EE. UU. probaron también en el siglo XIX su capacidad de movilizar grandes ejércitos, en especial producto de su alta fabricación de armas a escala industrial y su alto crecimiento demográfico por la inmigración de europeos. Durante su guerra civil, los estados norteños -al tener la mayor parte de la población- fueron capaces de movilizar grandes ejércitos desde el primer año de la guerra: en el primer año lograron movilizar 500 000 hombres voluntarios, pero la larga duración de la guerra llevará a un mayor rechazo a ésta que obligará a la movilización forzada de miles de hombres, a causa de lo cual se producirán grandes desmanes que serán aplacados con dureza por el ejército. Lograron movilizar un total de 2 100 000 a 2 803 300 hombres (probablemente entre 2 200 000 y 2 500 000 soldados).
Las tropas confederadas siempre fueron inferiores en número, producto de su poca población, de la anterior inmigración al norte y de que el 40 % de ésta era africana, a la cual no se le permitirá luchar hasta las etapas finales del conflicto. Sin embargo, gracias a sus tradición de formar milicias podía movilizar tropas mucho más rápidamente, con menos resistencia y con mejor entrenamiento. Movilizaron entre 500 000 hasta un máximo de 2 000 000 de soldados (probablemente en torno a 1 064 000 hasta 1 400 000 hombres).
A comienzos de aquel siglo, los países más poblados y con mayor capacidad de movilizar grandes ejércitos eran México, EE. UU., Brasil y Perú. En 1781 Túpac Amaru II se sublevó y armó a unos 100 000 hombres, formando un enorme ejército con el que amenazó el dominio español. Sus tropas incluían tanto indígenas, mestizos, esclavos africanos y españoles empobrezidos. Finalmente su rebelión fue sometida al coste de 100 000 a 200 000 vidas. Por su parte, el sacerdote insurgente Miguel Hidalgo logró armar a unos 100 000 campesinos en la decisiva batalla de Puente de Calderón.
Durante todo el siglo XIX, EE. UU. y en menor medida Brasil, Canadá y Argentina aumentaron sustancialmente su población gracias a la inmigración europea, mientras que México mantuvo estancada su población a causa de sus constantes guerras civiles e internacionales. Solo en la guerra de Independencia perdió una décima parte de sus habitantes, 600 000 vidas; en la Revolución mexicana cerca de un millón y medio o el doble.
Los efectos de tal diferencia demográfica se notaban ya en la Intervención estadounidense en México. Los mexicanos tenían apenas 40 000 hombres contra 78 790 estadounidenses. Durante la invasión francesa de 1862, Benito Juárez movilizó una fuerza de 80 000 hombres para hacerles frente. En la revolución mexicana, Pancho Villa tenía 40 000 hombres en su famosa División del Norte (1914), Emiliano Zapata en su Ejército Libertador del Sur contaba con 27 000 hombres (1914) y Venustiano Carranza 100 000 hombres en tres ejércitos (1915).
En la guerra del Paraguay, las tropas brasileñas teóricamente eran 18 000 soldados, 9177 marinos y 200 000 a 440 000 miembros de la Guardia Nacional al iniciarse el conflicto (1864). Al empezar la guerra, los brasileños movilizaron 154 996 hombres de inmediato, 10 025 fueron a Uruguay y 2047 al Mato Grosso. En el país se quedó el resto de las tropas, que se componían de 55 985 voluntarios, 78 009 guardias nacionales y 8570 esclavos. Las tropas enviadas al frente pasaron a 18 000 en 1865, 67 365 en 1866, 71 039 en 1867 y a 82 271 en 1869, y en 1870 pudieron fácilmente alcanzar los 164 173 hombres en el frente. En total el número de tropas brasileñas fue al menos de 200 000 e incluso hasta 400 000 combatientes. Los uruguayos colaboraron con apenas 5583 soldados y los argentinos con aproximadamente 30 000 hombres. En 1869, el censo argentino cifra sus tropas en el frente en solo 6276 hombres.
Los paraguayos contaban al inicio del conflicto con 38 173 hombres (1864), pero el año siguiente tenían 73 273 soldados, 737 oficiales y 25 jefes de Estado Mayor. A pesar del reclutamiento en masa por las constantes bajas, el ejército guaraní se redujo, pues en 1869 tenía solo 10 000 combatientes. Es posible que durante toda la guerra lograran movilizar entre 100 000 y 150 000 combatientes, varones de todas las edades incluyendo niños y ancianos.
En 1870 unos 60 000 brasileños ocuparon el país vencido, cifra que se fue reduciendo paulatinamente hasta alcanzar apenas los 25 000 en 1886.
Se debe mencionar que gracias a su elevada población -comparada con otros países latinoamericanos-, Brasil siempre pudo movilizar grandes ejércitos. En 1827, al final de la guerra de Cisplatina, el Imperio tenía 27 242 hombres (tres años antes tenía 24 000 soldados) apoyados por una reserva de 95 000 miembros (la llamada Guardia Nacional).
A partir de la segunda mitad del siglo XIX, Japón inició un período de industrialización y modernización de sus fuerzas armadas que le servirían para sus planes de expansión territorial en busca de materias primas y por su sobrepoblación. En 1885 tenía 4 250 000 hombres en edad de servir militarmente. Durante la Primera Guerra Sino-Japonesa (1894-1895) los japoneses movilizaron 240 000 hombres y los chinos 630 000; la mitad de las tropas niponas eran terrestres organizadas en dos ejércitos de campo. En la guerra entre los nipones y los rusos las fuerzas enfrentadas alcanzaban alrededor del millón entre ambas partes; los primeros tenían 300 000 a 400 000 hombres que bastaron para vencer a las tropas del Zar que los superaban ampliamente en número, como mínimo 500 000 rusos hasta un máximo de 2 millones (probablemente alrededor de 1 300 000).
Por su parte, el ejército prusiano también inició un proceso de industrialización a cargo del canciller Bismarck, que concluiría con la unificación germana y la proclamación del Segundo Imperio alemán. En 1866 esta política de expansión conduciría a la guerra con los austriacos. Las tropas alemanas sumaban 500 000 hombres de Prusia y demás Estados alemanes con unos 300 000 aliados italianos, frente a 600 000 austriacos con aliados alemanes. Tras esta victoria tuvieron que enfrentarse al poderío militar francés de Napoleón III. El emperador galo tenía bajo su mando 492 585 soldados de línea y 417 366 reservas que fueron armadas en la famosa Garde Mobile. Los prusianos contaban con 300 000 tropas regulares y 900 000 reservistas y milicianos de la Landwehr.
En 1902 durante la guerra de los Bóers, estos movilizaron unos 80 000 hombres, principalmente como fuerzas de guerrilla, mientras que los británicos disponían de 450 000, principalmente tropas coloniales traídas de la India.
La Guerra del Chaco duró de 1932 a 1935: Bolivia movilizó en total unos 210 000 a 250 000 hombres y Paraguay 150 000. Los bolivianos organizaron y mandaron al frente 3 ejércitos, mientras que sus enemigos solo tenían un único ejército, que pudo reforzarse constantemente porque sus bases estaban mucho más cerca del frente, con lo que pudieron recuperarse de las terribles bajas. En el primer año Bolivia movilizó 77 000 hombres, que se redujeron a 7000 en 1933, 32 000 habían enfermado y sido evacuados, 14 000 murieron, 6000 desertaron y huyeron a Argentina y 10 000 eran prisioneros. Por su parte, los paraguayos tenían 27 000 hombres en diciembre de ese año.
Entre el 5 de julio de 1941 y el 29 de enero de 1942 se produjo la guerra peruano-ecuatoriana. Aunque los combates cesaron el 21 de julio con un alto al fuego, los peruanos tenían inicialmente 15 723 hombres, 200 tanques y 1200 cañones. Al finalizar su ofensiva relámpago contaban con 68 100 soldados, 132 000 milicianos, 1327 tanques y 9500 cañones. Ecuador tenía 5300 soldados y 327 cañones en la región selvática y en Quito una reserva de 12 000 hombres, 100 000 milicianos, 7000 cañones y 600 tanques.

## Las guerras mundiales delsigloXX
Durante el periodo de la Primera y Segunda guerras mundiales, los ejércitos de las grandes potencias sobrepasaron con mucho el millón de hombres, algunos incluso iban más allá de los diez millones.
Entre 1941 y 1945, un total de 29 millones de soviéticos sirvieron en el Ejército Rojo. De estos, 1,5 millones eran soldados profesionales, 4 millones eran voluntarios y el resto fue reclutado a través de levas en masa. Éste fue el mayor ejército jamás movilizado, y reveló el verdadero potencial de la leva en masa, empequeñeciendo a todos los ejércitos de la Primera Guerra Mundial en tamaño.

### Primera Guerra Mundial
El 7 de agosto de 1913, un año antes de la Gran Guerra, Francia tenía 540 000 soldados y Alemania 850 000. Al estallar la contienda los franceses llamaron a las armas a 760 000 hombres de inmediato. A fines de 1914 tenían 2 millones de soldados en el frente, en tanto que los alemanes disponían de 700 000 hombres al principio.
En agosto de 1914 el ejército británico regular alcanzaba 247 432 hombres, además de 145 350 del Ejército de Reserva, 64 000 de la Reserva Especial y 215 000 de la Reserva nacional, en total 730 000 hombres (con la Royal Navy) pero solo 150 000 irán en el Cuerpo Expedicionario a Francia al iniciarse la guerra. En contraste los franceses tenían 1 650 000 hombres frente a 1 850 000 alemanes. A fines de ese año las fuerzas británicas en el continente alcanzaban 450 000 hombres.
En diciembre de 1914 el ejército ruso contaba con 6 553 000 hombres, pero solo 4 652 000 rifles. En el año siguiente tuvieron más de 2 millones de bajas y en 1916 otro millón. En agosto de 1914 las fuerzas armadas rusas comprendían 1,4 millones de soldados.
En la batalla del Marne 1 500 000 de alemanes invadieron Francia, sufriendo 677 000 bajas, mientras que los franceses tenían 1 000 000 de soldados (850 000 bajas) y los ingleses 160 000 (85 000 bajas).
En enero de 1914 había 777 000 franceses en armas, además de 47 000 soldados de las tropas coloniales. Durante el verano de ese año se movilizaron 2 900 000 franceses, en 1915 tenían 1 500 000 infantes en el frente, pero en el último año de la guerra 850 000 solamente.
El Imperio austrohúngaro disponía de 3 350 000 hombres listos para luchar (tropas y reservas), aunque en febrero de 1915 ya habían perdido contra los rusos 1,5 millones de soldados. Ese año los otomanos contaban con 600 000 soldados.
En agosto de 1916 los alemanes tenían 2 850 000 hombres en el frente francés y 1 700 000 en el ruso. Los británicos alcanzaban los 2 046 901 hombres en armas durante ese año.
En marzo de 1918 el tratado de paz con Rusia liberó un millón de soldados alemanes al frente occidental. A inicios de 1918 los alemanes tenían en el frente occidental 3,5 millones de hombres. Durante las ofensivas aliadas había en las trincheras 3 750 000 alemanes, 1 200 000 británicos y 2 000 000 franceses, y las tropas estadounidenses llegaban a 200 000 al mes. En ellas los alemanes perdieron un millón de hombres en el mes de septiembre, reduciendo sus fuerzas a unos 2,5 millones en el momento del armisticio. En noviembre de ese año, las fuerzas británicas alcanzaban los 4 millones de hombres, mientras que los franceses tenían solo 3 900 000 soldados.

#### Triple Entente
| Entente           | Fuerzas movilizadas (1914-1918) | Ejércitos y reservas en agosto de 1914. |
| ----------------- | ------------------------------- | --------------------------------------- |
| Imperio ruso      | 12 000                          | 5 971 000                               |
| Imperio francés   | 7 000 -8 410 000                | 4 017 000                               |
| Italia            | 5 615 000                       | 1 251 000                               |
| EE. UU.           | 3 500 000 -4 734 991            | 200 000                                 |
| Serbia            | 707 343                         | 200 000                                 |
| Japón             | 800 000                         | 800 000                                 |
| Rumanía           | 750 000                         | 290 000                                 |
| Bélgica           | 267 000                         | 117 000                                 |
| Grecia            | 230 000                         | 230 000                                 |
| Montenegro        | 50 000                          | 50 000                                  |
| Portugal          | 100 000                         | 40 000                                  |
| Imperio Británico | 8 689 467                       | 975 000                                 |
| Inglaterra        | 4 006 158                       | -                                       |
| Escocia           | 557 618                         | -                                       |
| Gales             | 272 294                         | -                                       |
| Irlanda           | 134 202                         | -                                       |
| Canadá            | 628 694                         | -                                       |
| Australia         | 416 809                         | -                                       |
| Nueva Zelanda     | 220 099                         | -                                       |
| Sudáfrica         | 136 070                         | -                                       |
| India británica   | 1 524 187                       | -                                       |
| Total aliado      | Máx. 42 353 801                 | -                                       |

#### Triple Alianza
| Triple Alianza        | Fuerzas (millones de soldados) | Ejércitos y reservas en agosto de 1914 |
| --------------------- | ------------------------------ | -------------------------------------- |
| Imperio alemán        | 11 000                         | 4 500 000                              |
| Imperio austrohúngaro | 7 800 000                      | 3 000                                  |
| Imperio otomano       | 2 850 000                      | 210 000                                |
| Bulgaria              | 1 200 000                      | 280 000                                |
| Total                 | Máx. 22 850 000                | -                                      |

### Guerra civil rusa
Con la Revolución de Octubre, los bolcheviques tomaron el poder derrocando al gobierno democrático provisional de Kérenski. Enseguida tropas con ideologías políticas contrarias al comunismo iniciaron una feroz guerra contra los soviéticos. Lenin por su parte organizó de inmediato una economía de comunismo de guerra apoyándose en la propaganda y el terror de masas. Para poder vencer a sus enemigos internos, firmó la paz con Alemania y sus aliados, el llamado Tratado de Brest-Litovsk, mientras que dejaba a cargo de Trotski la organización del Ejército Rojo.
Trotski reclutó inmediatamente en su ejército a oficiales zaristas: en agosto de 1920 tenía 48 000 ex oficiales, 10 300 personal de la administración y 214 000 ex suboficiales. La guerra duraría hasta 1923, pero los principales combates se produjeron entre 1918 y 1920.
A fines de 1917 los ejércitos blancos sumaban 150 000 hombres apoyados por 13 000 aliados de la Entente.
En 1918 el ejército soviético contaba con 3 millones de hombres. Entre sus enemigos estaban los ejércitos blancos que llegaron a sumar 2 400 000 hombres dirigidos por Antón Denikin desde Ucrania Oriental y el Cáucaso, Nikolái Yudénich desde el Báltico y Aleksandr Kolchak desde Siberia; además de la Legión Checoslovaca (65 000 hombres en 1917 en Siberia), el Ejército Verde (30 000 hombres en 1917 en Ucrania), el Ejército Azul (50 000 en 1920 en el sur ruso) y el Ejército Negro (103 000 en diciembre de 1919 en Ucrania).
Aprovechando el caos y el debilitamiento del gobierno ruso, varias naciones intentaron independizarse: los finlandeses (90 000 hombres en 1918), los ucranianos (70 000 a 75 000 en 1919), los lituanos (7000 en 1919), los letonios (más de 5000 en 1919), los estonios (80 000 en 1919).
A estos hay que agregar el expansionismo de la recién independiente nación polaca que la llevaría a la guerra con los ucranianos y luego con los rusos. Los polacos tenían 360 000 soldados regulares y 738 000 reservistas. Además, durante la guerra civil tropas aliadas desembarcaron en varias partes de Rusia para apoyar a las tropas blancas.
Ante la derrota de los ejércitos blancos, los aliados decidieron mandar un millón de hombres a Manchuria para abrir un nuevo frente contra el gobierno comunista. Finalmente problemas logísticos lo impidieron, por lo que la expedición quedó a cargo del Japón que a la larga terminó por pactar la paz con Moscú. Para agosto de 1918 las tropas aliadas en Siberia y Manchuria con base en Vladivostok llegaban a los 70 000 hombres, en su mayoría japoneses, cuya misión era establecer un nuevo frente contra el Ejército Rojo.
El tratado de paz con los polacos dejó libres a 800 000 soldados soviéticos, que servirían para acabar con los restos de los ejércitos blancos derrotados. En marzo de 1921 las tropas rojas alcanzaban los 5 millones de soldados.
En 1920 las últimas tropas blancas que resistían eran 150 000 hombres en Crimea al mando de Piotr Wrangel, quien organizó su evacuación a Serbia en noviembre de ese año.
A consecuencia de la crisis económica y la desmovilización de las tropas con la paz interna, el ejército soviético se redujo a 562 000 hombres en 1925.

### Guerra civil española
A finales de septiembre de 1936 Franco tenía 35 000 hombres, mientras que Queipo del Llano estaba con 60 000 hombres y Mola en el norte con 100 000 más. Estas fuerzas incluían tanto soldados como mercenarios, milicianos y falangistas.
Por su parte en noviembre de ese año los republicanos habían movilizado 80 000 hombres.
Entre fines de 1936 e inicios de 1937 las tropas italianas sumaban entre 40 000 y 50 000 hombres. Al finalizar la batalla de Santander el 1 de septiembre de 1937, las tropas sublevadas contaban con 700 000 hombres y sus rivales habían logrado movilizar 600 000 a 700 000 soldados, de los que 25 000 a 30 000 eran oficiales y 25 000 comisarios políticos del partido comunista.
En enero de 1938 el ejército nacional alcanzaba los 500 000 hombres. Por esas fechas las fuerzas republicanas alcanzaron su clímax, 750 000 hombres, pero a partir de entonces las derrotas y pérdidas constantes de hombres y territorios hicieron cada vez más difícil conseguir hombres al bando gubernamental, llegando a reclutar soldados cada vez más jóvenes.
Durante la ofensiva de Cataluña las tropas del gobierno llegaban a 600 000 hombres, mientras que las fuerzas rebeldes que intervinieron tan solo en aquella ofensiva alcanzaban los 400 000 hombres frente a 220 000 republicanos.
El 1 de abril de 1939 cuando terminó la guerra, las fuerzas franquistas incluían 940 000 españoles, 35 000 marroquíes y 32 000 italianos. De estos solo 30 000 eran ingenieros o artilleros. De las tropas republicanas apenas quedaban 500 000 hombres.
Durante su dictadura, Francisco Franco pudo llegar a movilizar en caso de guerra exterior (que nunca hubo) hasta 3 millones de hombres por medio de levas. En 1973 España tenía 200 000 soldados y 1 000 000 de reclutas haciendo el servicio militar.

### Segunda Guerra Mundial
En 1935 la URSS tenía un ejército de 1 300 000 soldados, en 1937 de 1 750 000 hombres (120 divisiones) y en 1939 de 1 800 000.
El 1 de septiembre de 1939, los ejércitos europeos contaban: 1 600 000 los alemanes, 1 700 000 los franceses, 1 650 000 italianos y los británicos 240 000 regulares, 60 000 tropas coloniales y 320 000 milicianos. En mayo del 40 los alemanes tenían 2 500 000 hombres en armas. Otras fuentes elevan las tropas inglesas a 897 000 hombres.
En diciembre de 1939, los británicos tenían 1 100 000 hombres, en junio del año siguiente 1 650 000, un año después 2 200 000, y en 1945 llegaron al máximo de 2 920 000; al momento de la desmovilización definitiva alcanzaban 3 500 000 hombres.
El 22 de junio de 1941, las fuerzas del Eje, compuestas por 3 050 000 alemanes y 950 000 aliados, el ejército alemán llegaba a un total de 7240 000 hombres, las fuerzas rusas se componían de 4 700 000 soldados.
En el frente occidental durante la batalla de Francia en 1940, las tropas aliadas alcanzaban 2862 000 a 3 300 000 hombres. Los alemanes e italianos sumaban 3350 000 (700 000 estos últimos) A mediados de 1940 las tropas británicas movilizadas para impedir una invasión alemana llegaron al millón y medio de soldados. En 1943 las tropas italianas alcanzaban los 2,5 millones.
Para 1944 las tropas aliadas eran de 5 412 000 hombres (1,6 millones de norteamericanos) y los alemanes 1 500 000 soldados. En junio de 1944 desembarcaron para apoyar a los aliados 600 000 franceses; en el momento de la rendición alemana alcanzaban 1 250 000 hombres.
En enero de 1945 las tropas alemanas sumaban 2 300 000 hombres en el este, en abril quedaban 1 960 000 alemanes frente a 6 400 000 rusos, mientras que en occidente un millón de germanos se enfrentaban a más de 4 millones de aliados (3 500 000 norteamercanos). En mayo se rindieron 1 500 000 alemanes a los rusos y más de un millón a los anglo-americanos.

#### Potencias Aliadas
| País Aliado       | Número de soldados movilizados entre 1939 y 1941                                                                                             |
| ----------------- | --- |
| URSS              | 34 401 807 |
| EE. UU.           | 16 353 369 |
| China             | 10 000 |
| Imperio francés   | 4 000 000 franceses 500 000-1 000 000 africanos Total: 5 000                                                                                 |
| Imperio británico | 6 000 000 de Reino Unido 2 500 000 de India 500 000-1 000 000 de África 800 000 de Canadá 700 000 de Australia y Nueva Zelanda Total: 11 000 |
| Polonia           | 400 000 regulares 2 800 000 reservas |
| Yugoslavia        | 850 000 |
| Holanda           | 300 000-500 000 |
| Bélgica           | 500 000 |
| Etiopía           | 500 000 (guerrilleros) |
| Grecia            | 430 000 |

#### Potencias del Eje
| País del Eje         | Número de soldados movilizados entre 1939-1945                  |
| -------------------- | --------------------------------------------------------------- |
| Alemania             | 6 000 000-18 000 (cifra más exacta es de 7 000 000 a 9 000 000) |
| Japón                | 6 095 000-8 400 000                                             |
| Italia               | 4 500 000                                                       |
| Rumanía              | 1 000                                                           |
| Chinos pro-japoneses | 950 000                                                         |
| Bulgaria             | 500 000-1 000                                                   |
| Hungría              | 500 000                                                         |
| Finlandia            | 500 000                                                         |
| Total                | 20-34,9                                                         |

#### Frente del Pacífico
En 1928 el ejército del gobierno chino nacionalista tenía 2 250 000 hombres y en 1934 3 700 000 soldados de línea y 600 000 provinciales En 1941 3 800 000 nacionalistas chinos estaban en armas.
Entre 1926 y 1928 las tropas del KMT vencieron a cerca de 2 millones de hombres armados a las órdenes de los señores de la guerra que dominaban gran parte del norte chino. El KMT terminó por marchar contra las núcleos de fuerzas comunistas en el sur del país. Las fuerzas nacionalistas iniciaron un cerco y avanczaron para aniquilar a los miembros del PCC, eran un millón contra los comunistas, 100 000 a 130 000 del Primer Ejército, un número similar del Segundo y 100 000 del Cuarto, en total 300 000 hombres, aunque solo sobrevivieron 40 000.
El ejército del Manchukuo, un Estado títere del Japón, tenía en 1932 111 044 soldados, dos años después 72 329 y en 1944 200 000 hombres.
Las tropas imperiales niponas alcanzaron los 198 880 hombres en 1931, 300 000 en 1937 y 1 500 000 en 1939. El ejército nipón desde el fin de la Gran Guerra se había reducido y a fines de los años 20 volvió a iniciar un proceso de crecimiento. En 1940 contaba 376 000 soldados de línea y 2 millones de reserva y en 1941 1 700 000 soldados (460 000 regulares), en su mayoría en China. A comienzos del 45 eran 5 millones de hombres (2 millones en la China central).
En la ofensiva contra la provincia de Hubei, los japoneses disponían de un millón de hombres (1940). En 1941 35 de las 51 divisiones del ejército japonés estaban en el frente chino, dos millones de hombres y un millón de tropas auxiliares que se enfrentaban a 5 millones de soldados regulares y 2 millones de guerrilleros chinos.
En agosto de 1945, las tropas japonesas contaban con 6 095 000 hombres, 2 millones en el Ejército de Defensa del Japón, 1 040 000 1 217 000 en Manchuria (apoyados por 200 000 soldados de Manchukuo y 10 000 de Mengjiang) En total 3 900 000 japoneses y 900 000 aliados chinos prestaron servicio en la guerra contra China.
En 1923 los estadounidenses tenían 400 000 hombres en armas apoyados por 1 300 000 reservistas. En septiembre de 1939 el ejército americano se componía de 227 000 regulares y 235 000 miembros de la Guardia Nacional, un año después alcanzaba el millón y medio. En octubre del 41 tenía 1,2 millones de soldados y 4 millones de reservas. A fines del año siguiente eran 5,4 millones (700 000 afroamericanos), en 1943 8,2 millones de soldados. El 31 de diciembre de 1941 constaba de 1 657 157 hombres, exactamente un año después era de 5 398 888, el último día del año 43 era de 7 582 434 y el 31 de marzo de 1945 tenía 8 157 386 hombres.

#### Comparación de fuerzas entre EE.UU. y URSS
| Datos, período de 1941 a 1945   | Cifras de EE. UU. | Cifras de URSS |
| ------------------------------- | ----------------- | -------------- |
| Soldados movilizados            | 16 100 000        | 29 000         |
| Aviones fabricados              | 283 219           | 147 843        |
| Tanques producidos              | 88 121            | 115 442        |
| Piezas de artillería producidas | 253 312           | 512 108        |

## La leva moderna desde 1945
Desde la Segunda Guerra Mundial, las levas en masa han sido escasas, con formas más limitadas de reclutamiento favorecidas por conflictos menores y más localizados geográficamente durante la época de la Guerra Fría. La Guerra de Corea y la Guerra Irán-Iraq sirven como ejemplos de leva en masa posteriores a la Segunda Guerra Mundial.
Numerosas naciones mantienen hoy considerables fuerzas en reserva. La Federación Rusa tiene veinte millones de reservistas entrenados y listos en el caso de un estallido de hostilidades con cualquier potencia. Austria puede movilizar a alrededor de 1,2 millones de soldados en un plazo de 48 horas en caso de guerra, Finlandia unos 700 000, Suecia 1,4 millones y Suiza 1,1 millones. Vietnam mantiene 3,8 millones de reservistas, y ambas Coreas (norte y sur) tienen más de 4,5 millones de reservistas. Taiwán dispone de más de un millón de reservistas listos para repeler una invasión de las fuerzas chinas. Cierto número de otras naciones mantienen grandes reservas de más de un millón (incluyendo a los Estados Unidos y la República Popular de China, ambos con alrededor de 1,5 millones de reservistas).
A finales de la década de 1980 las fuerzas armadas griegas contaban con 160 000 hombres en el Ejército, 20 500 en la Marina y 28 000 en la Fuerza Aérea.

### Guerras de África
Durante la guerra de Independencia de Argelia, los franceses movilizaron 470 000 hombres apoyados por 90 000 auxiliares argelinos o Harkis. El FLN llegó a contar con 45 000 guerrilleros.
Las levas masivas en África se han visto limitadas no por problemas demográficos, sino que por razones económicas y las constantes guerras civiles. En el África subsahariana, las mayores han sido en Angola con 200 000 soldados (1975), Nigeria con 250 000 (1968), Sudán con 300 000 (2005) y Etiopía con 500 000 (1991).
Durante la guerra entre Uganda y Tanzania se enfrentaron 100 000 tanzanos contra 70 000 ugandeses. Al final de la guerra de Ogaden, los etíopes habían movilizado 95 000 hombres, incluyendo cubanos y yemeníes, frente a 78 200 somalíes y etíopes rebeldes.
A causa de su conflicto con Eritrea, los etíopes movilizaron en 2002 a 252 500 hombres, 300 tanques, 30 helicópteros y 55 aviones.

### Guerra civil china
En 1945 con la rendición japonesa y la ocupación soviética de Manchuria, los comunistas chinos contaban con gran cantidad de armas. Al principio fueron recibidos por la población rural (mayoritaria en el país) como libertadores, por lo que el PCC se hizo con el control de los territorios, recursos y campesinos para poder movilizar. El KMT, que de hecho había hecho el mayor esfuerzo bélico contra los nipones a un gran coste en hombres, recursos y popularidad, tuvo que ir cediendo territorios a los japoneses. Los nacionalistas chinos pasaron a ocupar las grandes ciudades aisladas por estar rodeadas por campos en dominio comunista.
En 1937 el PCC tenía 100 000 miembros. En julio de 1945 el PCC disponía de 1 200 000 soldados y 2 millones de milicianos. 
Las tropas comunistas empezaron a crecer a pesar de las bajas gracias al apoyo del campesinado, 2 800 000 en junio de 1948 y 4 000 000 en el mismo mes del siguiente año.
En su avance al sur, los comunistas se sirvieron de numerosos campesinos para labores auxiliares como trabajos de obras para asediar ciudades. En el asedio de Huaihai movilizaron 5 300 000 campesinos para construir obras de asedio.
Por su parte, las tropas del KMT se redujeron de 4 300 000 en julio de 1945 a 3 650 000 en junio de 1948 y a 1 200 000 en junio de 1949. En la retirada final a Taiwán, dos millones de funcionarios y cientos de miles de soldados nacionalistas escaparon a la isla.
En 1950 las tropas comunistas alcanzaban los cinco millones de hombres, además de 60 000 de la Armada y 10 000 de la Fuerza Aérea. También reclamaba tener una milicia de 5,5 millones, aunque no hay datos que comprueben esta cifra. En 1953 las fuerzas armadas de la China comunista llegaban a solo 2 800 000 hombres a consecuencia de la desmovilización.
En 1969 el conflicto de la frontera chino-soviética llevó a 814 000 chinos y 658 000 rusos a la frontera.
En 1971 los problemas económicos obligaron a disminuir sus fuerzas a 2 millones, además de millones de Guardias Rojos, en 1978 el ejército apenas alcanzaba el millón, momento en el que inicia un período de modernización.

### Conflicto árabe-israelí
Al estallar la guerra árabe-israelí en 1948, las fuerzas israelíes se componían de 25 000 soldados regulares más 10 000 reservistas movilizados, contra 10 000 egipcios, 5000 iraquíes, 4000 sirios, 1000 libaneses y 5000 jordanos. Al concluir el conflicto el 7 de enero del siguiente año, el ejército israelí alcanzaba los 100 000 hombres.
En la guerra del 56 las tropas egipcias estaban compuestas por 30 000 hombres frente a 60 000 del ejército israelí.
Para la guerra de los Seis Días, las fuerzas árabes constaban de 160 000 egipcios, 50 000 jordanos y 100 000 sirios frente a 220 000 israelíes. Se debe tener en cuenta que gran parte de las tropas de Israel estaban formadas por reservistas que habían terminado su servicio militar. Por ello su movilización por un largo plazo afectaba a la economía, por lo que solo era posible una campaña relámpago.
Cuando en 1973 se produjo la guerra de Yom Kipur, los egipcios tenían 760 000 hombres, los sirios 320 000 más y los iraquíes 60 000, pero solo 360 000 en el frente. Israel contaba con 300 000 soldados y reservistas.

### Guerra de Corea
Al inicio del conflicto (1950) Corea del Norte tenía 231 000 soldados frente a 65 000 soldados y 33 000 fuerzas de apoyo logístico.El contraataque norteamericano en Inchon en las espaldas de los norcoreanos fue devastador, 135 000 soldados norteños fueron capturados.
En 1951 cerca de 1 500 000 voluntarios chinos entraron en combate forzando a las tropas de la ONU a retroceder y estabilizando el frente. A partir de entonces, el mayor esfuerzo bélico vino de China, que tenía al final unos 926 000 hombres apoyados por tropas norcoreanas y 26 000 asesores y combatientes encubiertos de la URSS.
En el bando contrario, las fuerzas de Corea del Sur constaban de 590 000 soldados y las estadounidenses de 480 000 (1953). Si se les suman los contingentes de diversos países provenientes de la misión de las Naciones Unidas enviados en el curso del conflicto, totalizaban 1 207 010 hombres (otras estimaciones hablan de 930 000 a 1 100 000 combatientes).
A lo largo de toda la guerra, los estadounidenses llevaron a Corea 1 789 000 hombres, de los cuales 1,5 millones eran reclutas. Las fuerzas comunistas movilizadas durante la guerra fueron estimadas en 1 040 000 a 2 500 000 hombres.

### Guerra de Vietnam
Sin embargo. el mayor conflicto de la guerra Fría fue la famosa guerra de Vietnam entre 1958 y 1975. En este conflicto armado 3 400 000 estadounidenses participaron, entre 1961 y 1964, con fuerzas especiales y entre 1964 y 1973 con la movilización masiva de sus fuerzas armadas. La impopularidad de la guerra obligó a los norteamericanos a llevar a cabo prácticas indeseadas como el reclutamiento forzado de cientos de miles de jóvenes.
Las prácticas de leva fueron frecuentes por ambos bandos para reemplazar a las constantes y fuertes bajas de la guerra y negarles posibles nuevos reclutas al enemigo.
En 1968 las tropas americanas en Vietnam del Sur alcanzaban los 540 000 hombres, mientras que el contingente internacional integrado por Corea del Sur, Australia, Nueva Zelanda, Filipinas y Tailandia se componía de 65 000 a 90 000 hombres; los survietnamitas tenían un ejército de 820 000 a 1 500 000 hombres. Por otro lado, el Viet Cong contaba con 400 000 guerrilleros.
En la ofensiva del Tet las tropas anticomunistas alcanzaban el millón de hombres, contra 600 000 norvietnamitas y Viet Cong.
Gracias a los Acuerdos de Paz de París en 1972, las tropas americanas en el conflicto se habían reducido a 100 000 soldados. El ejército del sur disponía de 742 000 hombres con los que detuvieron la ofensiva de Pascua.
En 1973 las fuerzas estadounidenses se retiraron del país. Dos años después los norvietnamitas lanzan la ofensiva de Primavera, la campaña final con la que terminaron por ganar la guerra. Los survietnamitas movilizaron un millón de hombres. pero solo 270 000 eran regulares. Las fuerzas comunistas se componían de 495 000 efectivos regulares, 475 000 regionales y 381 000 populares.
Durante el conflicto participaron 312 853 surcoreanos, 49 968 australianos, 3890 neozelandeses y 10 450 tailandeses y filipinos.

### Conflicto del Beagle
En 1978 la dictadura militar encabezada por el general Videla que gobernaba Argentina preparaba un ataque sorpresa sobre el territorio chileno gobernado también por una dictadura militar. La mencionada ofensiva sería conocida históricamente con el nombre de Operación Soberanía.
En diciembre de aquel año las tropas argentinas desplazadas a la frontera con Chile alcanzaban los 135 000 hombres. a 250 000 hombres contra los 80 000 del otro bando. El ejército chileno tomó una posición defensiva esperando poder resistir el ataque inicial y quizás lanzar una contraofensiva. Por otro lado, las fuerzas argentinas confiaban en una rápida y contundente campaña relámpago.
La zona austral es la que concentraba mayor cantidad de tropas, 50 000 argentinos y 40 000 chilenos (a los que se les sumaron posteriormente unos 10 000 reservistas y voluntarios). Para la ofensiva en la Araucanía, el gobierno de Buenos Aires preparó dos divisiones de 12 000 soldados con el plan de dividir al país enemigo en dos. Para la ofensiva desde Río Gallegos se movilizaron 100 tanques, 15 000 soldados más 6200 infantes de marina que desembarcarían en Tierra del Fuego. En esta isla había 4500 a 5500 infantes de marina y 1500 carabineros chilenos, a los que se les agregaban los conscriptos a los que se les había postergado el licenciamiento, por lo que los efectivos chilenos en la isla sumaban entre 8000 y 10 000 hombres. El cuerpo de Carabineros de Chile, por su parte, al momento de la crisis movilizó 30 000 hombres a las fronteras.
En el momento máximo de la crisis, las Fuerzas Armadas argentinas se componían de 132 900 soldados activos (80 000 del Ejército Argentino, 32 900 de la Armada Argentina y 20 000 de la Fuerza Aérea Argentina) y 250 000 reservistas (200 000 guardias nacionales y 50 000 territoriales), además de 11 000 gendarmes, 9000 de la Prefectura Naval y 22 000 de la Policía Federal, en total 429 900 efectivos. Aunque el gobierno argentino afirmaba haber llamado a la movilización a cerca de 500 000 reservistas, solo tenía armamento y equipos para la mitad.
Las fuerzas chilenas constaban de 88 000 hombres (53 000 en el Ejército, 24 000 de la Armada y 11 000 de la Fuerza Aérea).

### Guerras de Irak
Durante la guerra Irán-Irak en agosto de 1980, las tropas iraquíes alcanzaban los 212 000 hombres, de los que 190 000 participaron en la invasión de Irán. Los iraníes movilizaron inmediatamente a sus tropas y llamaron a la población a defender la Revolución. En noviembre de ese año, tenían 200 000 soldados y 100 000 milicianos en el frente. Entre 1981 y 1985 el ejército iraquí creció de 200 000 a 500 000 hombres. En 1985 los iraníes contaban con 3 millones de hombres en la milicia nacional Basij listos para ir al frente. En 1988 los iraquíes disponían de 1 050 000 hombres. Los iraníes tenían 600 000 soldados, 100 000 a 150 000 miembros de la Pasdaran y 100 000 de la Basij.
En la guerra del Golfo de 1990-1991, las fuerzas de la Coalición Internacional se componían de 657 930 a 956 600 hombres, 172 barcos, 1740 aviones y 4462 tanques. Los iraquíes por su parte contaban con apenas un barco de guerra, 500 aviones y cerca de 4000 tanques, así como de 545 000 a 1 000 000 de hombres.
En 2003 las fuerzas aliadas que invadieron Irak estaban compuestas por 248 000 norteamericanos, 45 000 ingleses y 2000 australianos contra 375 000 iraquíes. Los aliados contaban con el apoyo de la guerrilla kurda, la Peshmerga, que tenía 70 000 miembros. En 2005 180 000 a 375 000 kurdos formaban parte de la Peshmerga. En 2010 las Fuerzas de Seguridad Iraquíes contaban con 578 269 hombres. La resistencia iraquí alcanza los 70 000 rebeldes, mientras que el llamado Ejército de al-Mahdi tiene 60 000 miembros.

### Ejércitos modernos
En esta lista se incluyen el número de soldados profesionales activos y en reserva, conscriptos activos y paramilitares que apoyan a sus respectivos gobiernos; en todo caso esta cifra es aproximativa:
| País                | Fecha          | Fuerzas activas      | Reservas            | Paramilitares     | Total                    |
| ------------------- | -------------- | -------------------- | ------------------- | ----------------- | ------------------------ |
| Argentina           | 2002 2010 2006 | 69 900 73 100 71 800 | s/i                 | s/i 31 240 47 240 | 69 900 104 340 119 040   |
| Bolivia             | 2002 2010      | 31 500 46 100        | s/i                 | 37 100 37 100     | 68 600 83 200            |
| Brasil              | 2002 2010      | 287 000 327 710      | 1 115 000 1 340 000 | 385 600 s/i       | 1 787 600 1 667 710      |
| Canadá              | 2002 2010      | 52 300 65 722        | 35 400 33 967       | 9350 4554         | 97 050 104 243           |
| Chile               | 2002 2010      | 80 500 60 650        | 50 000 40 000       | 36 800 41 500     | 167 300 142 060          |
| Colombia            | 2002 2010      | 158 000 285 220      | 60 700 61 900       | 104 600 144 097   | 323 300 491 217          |
| Ecuador             | 2002 2010      | 59 500 57 983        | 100 000 118 000     | s/i 400           | 159 500 176 383          |
| Honduras            | 2002 2010      | 8300 12 000          | 60 000 60 000       | 6000 8000         | 74 300 80 000            |
| Guatemala           | 2002 2010      | 31 400 15 212        | 35 000 63 863       | 19 000 18 563     | 85 400 97 611            |
| México              | 2002 2010      | 192 770 267 506      | 300 000 39 899      | 25 000 36 500     | 517 770 343 905          |
| Paraguay            | 2002 2010      | 18 600 10 650        | 164 500 164 500     | 14 800 14 800     | 197 900 197 950          |
| Perú                | 2002 2010      | 110 000 114 000      | 188 000 195 000     | 77 000 77 000     | 375 000 386 000          |
| EE. UU.             | 2002 2010      | 1 410 000 1 580 255  | 1 240 000 864 547   | s/i 11 035        | 2 650 000 2 455 837      |
| Venezuela           | 2002 2010      | 82 300 115 000       | s/i 8000            | s/i               | 82 300 115 000           |
| Argelia             | 2000 2010      | 120 000 147 000      | 150 000 150 000     | 80 000 187 200    | 350 000 484 200          |
| Angola              | 2002 2010      | 90 000 107 000       | s/i                 | s/i 10 000        | 90 000 117 000           |
| Eritrea             | 2002 2010      | 172 200 201 750      | s/i 120 000         | s/i               | 172 200 321 750          |
| Etiopía             | 2002 2010      | 252 500 138 000      | s/i                 | s/i               | 252 500 138 000          |
| Libia               | 2002 2010      | 76 000               | 40 000              | s/i               | 116 000                  |
| Marruecos           | 2002 2010      | 196 300 195 800      | 150 000 150 000     | 50 000 50 000     | 396 300 395 800          |
| Nigeria             | 2002 2010      | 78 500 80 000        | s/i                 | 82 000 82 000     | 160 500 162 000          |
| Ruanda              | 2002 2010      | 60-75 000 33 000     | s/i                 | 12 000 2000       | 72-87 000 35 000         |
| Sudáfrica           | 2002 2010      | 60 000 62 082        | s/i 15 071          | s/i 12 382        | 60 000 89 535            |
| Sudán               | 2002 2010      | 117 000 109 300      | 85 000 85 000       | 7000 17 500       | 209 000 211 800          |
| Tanzania            | 2002 2010      | 27 000               | 80 000              | 1400              | 108 400                  |
| Uganda              | 2002 2010      | 50-60 000 45 000     | s/i                 | 16 800 1800       | 66 800-78 800 46 800     |
| Australia           | 2002 2010      | 50 920 57 500        | 20 300 25 000       | s/i               | 71 220 82 500            |
| Azerbaiyán          | 2002 2010      | 72 100 66 940        | 300 000 300 000     | 15 000 15 000     | 387 100 381 940          |
| Bangladés           | 2002 2010      | 137 000 157 053      | s/i                 | 63 200 63 900     | 200 220 953              |
| Camboya             | 2002 2010      | 75 000 124 300       | s/i                 | 67 000 67 000     | 142 000 191 300          |
| China               | 2002 2010      | 2 270 000 2 285 000  | 500-600 000 510 000 | 1 500 000 660 000 | 4270-4 370 000 3 455 000 |
| India               | 2002 2010      | 1 298 000 1 325 000  | 1 000 2 142 821     | 341 400 1 300 586 | 2 639 400 4 768 407      |
| Indonesia           | 2002 2010      | 297 000 302 000      | 400 000 400 000     | 195 000 280 000   | 892 000 982 000          |
| Irán                | 2002 2010      | 540 000 523 000      | 350 000 1 800 000   | 300-1 000 510 000 | 1190-1 890 000 2 833 000 |
| Irak                | 2002 2010      | 389 000 191 957      | 650 000 s/i         | 44 000 386 312    | 1 083 000 578 269        |
| Israel              | 2002 2010      | 161 500 176 500      | 598 500 565 000     | 8050              | 768 050 749 550          |
| Japón               | 2002 2010      | 239 900 230 300      | 47 000 41 800       | 12 250 12 250     | 299 150 284 350          |
| Jordania            | 2002 2010      | 100 240 100 500      | 35 000 65 000       | 10 000 10 000     | 145 240 175 500          |
| Kazajistán          | 2002 2010      | 60 000 49 000        | 237 000 s/i         | 34 000 31 500     | 331 000 80 500           |
| Corea del Norte     | 2002 2010      | 1 082 000 1 106 000  | 4 700 000 8 200 000 | 3 500 000 189 000 | 9 282 000 9 495 000      |
| Corea del Sur       | 2002 2010      | 686 000 687 000      | 4 500 000 8 000     | 3 500 000 4500    | 8686 8 691 500           |
| Laos                | 2002 2010      | 29 100               | s/i                 | 100 000           | 129 100                  |
| Myanmar             | 2002 2010      | 444 000 406 000      | s/i                 | s/i 107 250       | 440 000 513 250          |
| Pakistán            | 2002 2010      | 620 000 617 000      | 513 000 513 000     | 290 000 304 000   | 1 423 000 1 434 000      |
| Filipinas           | 2002 2010      | 106 000 120 000      | 131 000 171 000     | 81 000 40 500     | 318 000 331 500          |
| Arabia Saudita      | 2002 2010      | 124 500 233 500      | s/i                 | 75 000 15 500     | 199 500 249 000          |
| Siria               | 2002 2010      | 319 000 325 000      | 354 000 314 000     | 108 000 108 000   | 781 000 747 000          |
| Taiwan              | 2002 2010      | 370 000 290 000      | 1 657 500 1 657 000 | 25 000 17 000     | 2 052 500 1 964 000      |
| Tailandia           | 2002 2010      | 306 000 305 860      | 200 000 245 000     | 113 000 113 700   | 619 000 664 560          |
| Turquía             | 2002 2010      | 514 850 510 600      | 378 700 428 700     | s/i 102 200       | 893 550 1 041 500        |
| Vietnam             | 2002 2010      | 484 000 455 000      | 3-4 000 5 000       | 4-5 000 40 000    | 7484-9 484 000 5 495 000 |
| Austria             | 2002 2010      | 34 600 27 300        | 1 062 000 195 000   | s/i 9400          | 1 096 600 231 700        |
| Bielorrusia         | 2002 2010      | 79 800 72 940        | 289 500 289 500     | 110 000 110.00    | 479 300 472 440          |
| Bélgica             | 2002 2010      | 39 260 38 452        | 100 500 2040        | s/i               | 139 760 40 492           |
| Francia             | 2002 2010      | 260 400 352 771      | 100 000 70 300      | 101 399 46 390    | 461 799 469 461          |
| Georgia             | 2002 2010      | 17 500 21 250        | 250 000 s/i         | 11 700 11 700     | 279 200 32 850           |
| Alemania            | 2002 2010      | 332 800 250 613      | 390 300 161 812     | s/i               | 723 100 412 425          |
| Grecia              | 2002 2010      | 177 600 156 600      | 291 000 237 500     | 4000              | 472 600 398 100          |
| Italia              | 2002 2010      | 216 800 293 202      | 65 200 41 867       | s/i 142 933       | 282 000 478 002          |
| Noruega             | 2002 2010      | 26 200 24 025        | 219 000 45 250      | s/i               | 245 200 69 275           |
| Polonia             | 2002 2010      | 163 000 71 900       | 234 000 10 000      | 21 400 28 100     | 418 400 110 000          |
| Rusia               | 2002 2010      | 988 100 1027 000     | 20 000 20 000       | 409 100 449 000   | 21 397 200 21 476 000    |
| Serbia y Montenegro | 2002 2010      | 74 500 29 125        | 400 000 50 171      | 40 000 s/i        | 514 500 79 296           |
| España              | 2002 2010      | 177 950 128 013      | 328 500 319 000     | 72 600 80 210     | 579 050 527 223          |
| Ucrania             | 2002 2010      | 302 300 129 925      | 1 000 1 000         | 112 500 84 900    | 1 414 300 1 214 825      |
| Reino Unido         | 2002 2010      | 114 800 175 690      | s/i 199 280         | s/i               | 114 800 374 970          |
| Egipto              | 2002 2010      | 443 000 468 500      | 254 000 479 000     | 330 000 397 000   | 1 027 000 1 344 500      |
| RDC                 | 2002 2010      | 81 400 151 251       | s/i                 | s/i 1400          | 81 400 152 651           |

Cuba tiene en sus Milicias de Tropas Territoriales (MTT) un millón de miembros, la mitad mujeres. De los hasta 2 millones de miembros de las Fuerzas Armadas Revolucionarias, la mayoría son milicianos y reservistas, solo 50 000 a 60 000 son tropas regulares. Aunque durante la Guerra Fría llegó a tener 250 000 miembros. Una estimación de 2007 redujo la cifra a 225 000 combatientes activos, 190 000 reservistas y 500 000 milicianos. En 2002 había 46 000 soldados activos (35 000 en el Ejército, 3000 en la Armada y 8000 en la Fuerza Aérea), 39 000 de reserva, 20 000 de Fuerzas de Seguridad Estatales, 6500 de la Guardia Costera, 50 000 de las Fuerzas de Defensa Civil, 70 000 de juventudes armadas y un millón de miembros de la MTT.
En el caso de las Fuerzas Armadas de Estados Unidos, el número de soldados activos dismunuyó de 780 000 a 480 000, y desde el comienzo de las guerras en Afganistán e Irak volvió a aumentar. El Ejército tenía 2 263 900 miembros en 2005, la Fuerza Aérea 359 000 en 2003 y la Armada 329 000 en 2009. Entre 2006 y 2007 el cuerpo de Marines creció de 175 000 a 202 000.
Tamaño de las FFAA de EE. UU. en 2005 y 2010:
| Fecha        | Fuerzas activas | Movilizados | Guardia Nacional | Reservas | Apoyo logístico (civiles) | Total     |
| ------------ | --------------- | ----------- | ---------------- | -------- | ------------------------- | --------- |
| Agosto, 2005 | 1 415 600       | 210 252     | 456 800          | 404 100  | 680 466                   | 2 923 966 |
| Julio, 2010  | 1 421 414       | 77 861      | 464 900          | 379 600  | 752 000                   | 3 017 414 |

En la actualidad Venezuela cuenta en sus milicias con varios cientos de miles de hombres y mujeres, aunque sus planes son de elevarlos a 2 500 000 (2005), o 2 800 000 (2008) o 2 000 000 a 3 000 000 (2009) de miembros de la Milicia Bolivariana. Sin embargo, hasta junio de 2009 las milicias tenían 800 000 civiles en sus filas.